# Schlacht bei Wartenburg
Frühjahrsfeldzug 1813
Lüneburg – Möckern – Halle – Großgörschen – Gersdorf – Bautzen – Reichenbach – Nettelnburg – Haynau – Halberstadt – Luckau
Herbstfeldzug 1813

Großbeeren – Katzbach – Dresden – Hagelberg – Kulm – Dennewitz – Göhrde – Altenburg – Wittenberg – Wartenburg – Liebertwolkwitz – Leipzig – Torgau – Hanau – Hochheim – Danzig
Winterfeldzug 1814

Épinal – Colombey – Brienne – La Rothière – Champaubert – Montmirail – Château-Thierry – Vauchamps – Mormant – Montereau – Bar-sur-Aube – Soissons – Craonne – Laon – Reims – Arcis-sur-Aube – Fère-Champenoise – Saint-Dizier – Claye –  Paris
Sommerfeldzug von 1815

Quatre-Bras – Ligny – Waterloo – Wavre – Paris
Die Schlacht bei Wartenburg am 3. Oktober 1813 war ein Gefecht während der Befreiungskriege nahe dem sächsischen Dorf Wartenburg. Einem Korps der Schlesischen Armee unter General Yorck gelang der Übergang über die Elbe, was Napoleon zwang, zur Sicherung seiner Nordflanke von Dresden nach Westen Richtung Leipzig vorzugehen. Dies leitete die Einkreisung des französischen Kaisers vor der Völkerschlacht bei Leipzig ein.

## Vorgeschichte
Bei Beginn des Herbstfeldzuges 1813 nach Auslaufen des Waffenstillstandes am 17. August befehligte Napoleon über 400.000 Soldaten im Osten Deutschlands, denen die Verbündeten mit über 500.000 Mann in Brandenburg, Schlesien und Nordböhmen entgegenstanden. Napoleons Plan sah vor, die zwei Heere der verbündeten Österreicher, Preußen und Russen einzeln im Raum Sachsen zu schlagen und nach Böhmen und Schlesien abzudrängen, während Oudinot die dritte Armee aus Brandenburg werfen sollte. Die Verbündeten wollten ihrerseits Napoleon ausweichen, falls er eine der drei Armeen angreifen sollte. Eine Schlacht direkt gegen den französischen Kaiser wollten sie nur bei Vereinigung aller Kräfte wagen. Oudinot oder andere kleinere Verbände, die nicht von Napoleon geführt wurden, waren davon ausgenommen.
Napoleon, der bei Ablauf des Waffenstillstandes im Dresdner Raum stand, wartete den Angriff der Verbündeten ab. Der Schlesischen Armee unter Blücher, die als erstes marschierte, gelang es, große Teile der französischen Truppen nach Osten zu locken, da aber Napoleon die Fühlung mit Blücher verlor, zog er mit 60.000 Mann wieder ab. Die Boberarmee unter MacDonald lief dann in die Stellungen Blüchers hinein und erlitt in der Schlacht an der Katzbach eine Niederlage. Zur selben Zeit griff die Böhmische Armee unter Schwarzenberg Dresden an, jedoch erreichte Napoleon die Stadt noch rechtzeitig und konnte mit einem Sieg bei der Schlacht um Dresden die Verbündeten nach Böhmen abdrängen. Der nachfolgende Verlust des Korps Vandamme in der Schlacht bei Kulm machte diesen Erfolg aber rückgängig. Oudinot war mit seiner Berlinarmee bereits eine Woche vorher in der Schlacht bei Großbeeren geschlagen worden. Nachdem Marschall Ney das Kommando übernommen hatte, musste auch dieser Anfang September in der Schlacht bei Dennewitz eine Niederlage einstecken.
Danach zog sich Napoleon mit seinen Truppen hinter die Elbe zurück und verharrte in Sachsen. Im Hauptquartier der Schlesischen Armee ersann man den Plan zum Durchbrechen der Elblinie, um entweder Napoleon in den Rücken zu fallen oder ihn zum Rückzug nach Westen zu zwingen. Der Plan begünstigte außerdem eine Vereinigung der drei verbündeten Armeen. Die Nordarmee unter Bernadotte näherte sich aus dem Raum Wittenberg und Schwarzenberg stieß gegen die Linie Zwickau–Chemnitz vor.

## Schlachtverlauf

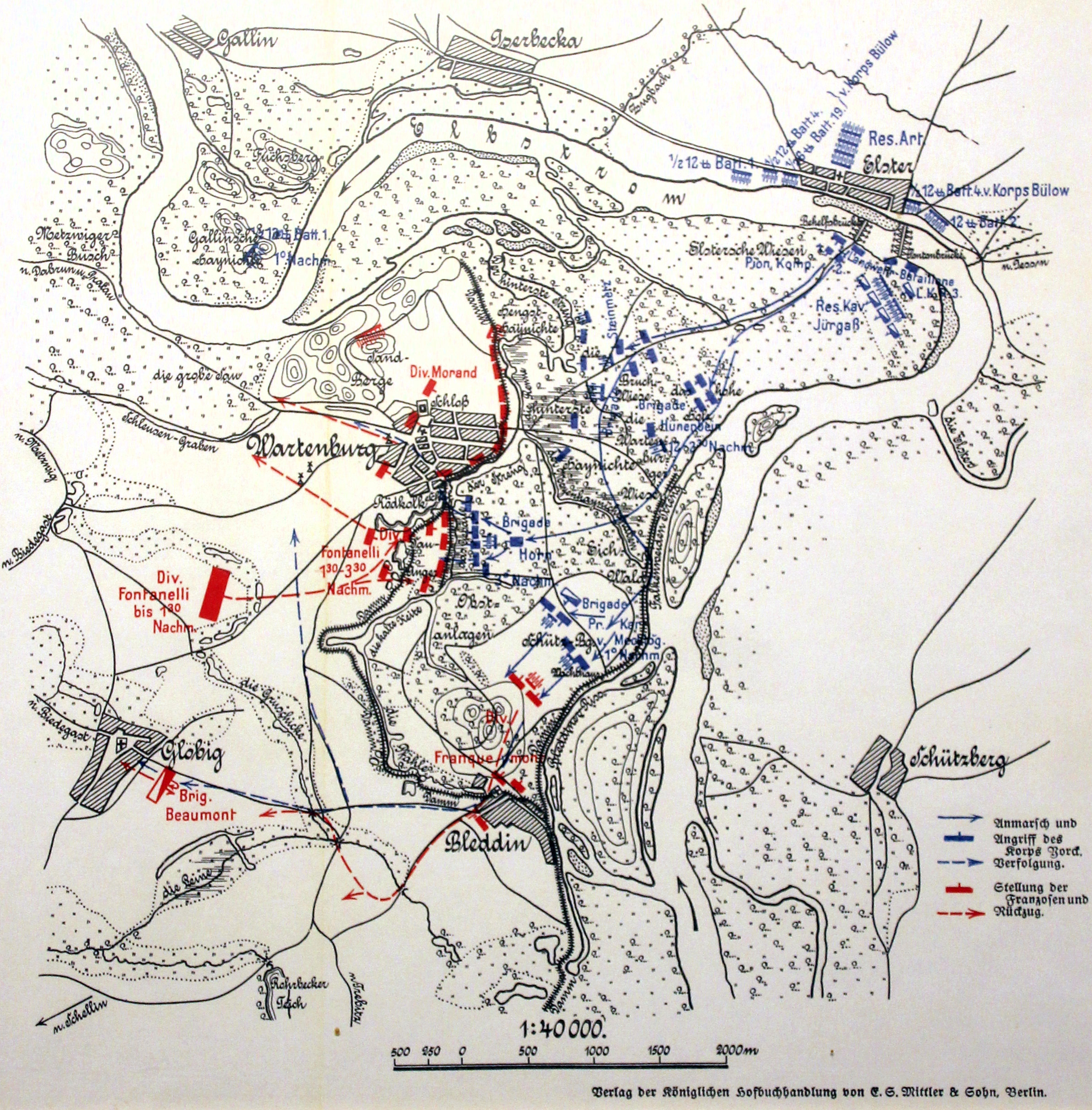
Plan der Schlacht

In der Nähe von Wartenburg sollte das Korps unter Yorck in den Morgenstunden des 3. Oktober die Elbe überqueren.
Die Division Morand des Korps Bertrand stand Yorcks Soldaten in gut geschützten Stellungen gegenüber. Südöstlich von Wartenburg lag in Bleddin die württembergische Division Franquemont und dahinter die italienische Division Fontanelli.
Beim ersten Frontalangriff der Brigade Steinmetz wurde kein Erfolg erzielt. Erst nach der zwei Stunden dauernden Eroberung Bleddins durch Prinz Karl zu Mecklenburg um 14 Uhr konnten die Linien der Franzosen von Brigaden unter General von Horn, der als Erster in Wartenburg eindrang, aufgerollt werden. Bei einem Kavalleriegefecht im nahen Globig siegten preußische und mecklenburgische Husaren.

## Verluste
Die preußischen Verluste betrugen 1.500 Mann, das Korps Bertrand verlor etwa 1.000 Mann sowie 11 Geschütze und 70 Wagen, dazu 1.000 Gefangene. Der Rest der Franzosen zog sich hinter die Mulde zurück.

## Folgen
Napoleon begann nach der Schlacht bei Wartenburg einen allgemeinen Rückzug nach Westen. Er ließ den rechten Flügel unter Joachim Murat gegen die Hauptarmee unter Schwarzenberg zurück und zog selbst ins nördliche Sachsen, um dort die Schlesische Armee und die Nordarmee einzeln zu schlagen und dann gegen Schwarzenberg zu ziehen, der so lange von Murat aufgehalten werden sollte. Doch die Schlesische Armee wich ihm aus und fügte seinen Einheiten, unterstützt von Freischärlern, durch zahlreiche Scharmützel immer mehr Verluste zu. Napoleon glaubte Blücher und Karl Johann daraufhin weiter nördlich und zog nach Süden, um die Hauptarmee der Verbündeten anzugreifen, die südlich von Leipzig stand. Die Nordarmee und die Schlesische Armee marschierten ihm daraufhin hinterher, was dann zur Einschließung Napoleons während der Völkerschlacht bei Leipzig führte.
Yorck wurde 1814 als Anerkennung mit dem Namenszusatz „von Wartenburg“ in den Grafenstand erhoben.